# 頭の体操
『頭の体操』（あたまのたいそう）は、光文社から発売されたパズルを集めた書籍のシリーズである。著者は多湖輝。一部は電子書籍化もされている。

## 概要
1966年に発売された第1集が250万部以上が発行されたのをはじめ、シリーズ累計では1200万部以上のベストセラーとなっている。パズル集であると同時に、前書きや各章の序文などでは思考力を鍛えること、特に水平思考の重要性が説かれている。
初期のシリーズではサム・ロイドやヘンリー・アーネスト・デュードニーのパズル本からの引用や翻案もあった。第1集では垂直思考的な問題も掲載されている。その後芦ヶ原伸之や小野寺紳などのパズル作家の協力による問題や、シリーズの読者から募集した問題が掲載されたりするようになる。TV番組のIQエンジン、それ以外にも一般的に使われるあるなしクイズやシチュエーションパズルの原型となった問題も見られる。
カッパブックス版の表紙イラストは、第1～4集は伊坂芳太良、5～7水野良太郎、第8集以降と文庫版、また後述のニンテンドーDS版のパッケージイラストは松下進による。また本文中のイラストの大半は水野良太郎が最初から手掛けている。

## シリーズ
- 頭の体操 第1集 パズル・クイズで脳ミソを鍛えよう（光文社カッパ・ブックス版：ISBN 4334002390 光文社文庫版≪知恵の森文庫≫：ISBN 4334728057）
- 頭の体操 第2集 百万人の脳ミソに再び挑戦する（ISBN 4334002420 文庫版：ISBN 4334728561）
- 頭の体操 第3集 世界一周旅行をパズルでやろう（ISBN 4334002455 文庫版：ISBN 4334728855）
- 頭の体操 第4集 これがカラー・テレビ式パズルだ（ISBN 4334002471 文庫版：ISBN 433478402X）
- 頭の体操 第5集 天才のパーティに参加しよう（ISBN 4334003400 文庫版：ISBN 433478416X）
- 頭の体操 第6集 タイムマシンの大冒険（ISBN 4334003486 文庫版：ISBN 4334784259）
- 頭の体操 第7集 脳ミソのジャングルを冒険しよう（ISBN 4334004350 文庫版：ISBN 4334786227）
- 頭の体操 第8集 夢と冒険のファンタジー・パズル（ISBN 4334004474 文庫版：ISBN 4334786294）
- 頭の体操 第9集 びっくり地球大冒険（ISBN 4334004601 文庫版：ISBN 4334786405）
- 頭の体操 第10集 銀河アドベンチャー・ツアーへようこそ（ISBN 4334004733 文庫版：ISBN 4334786596）
- 頭の体操 第11集 夢のスーパー・ベースボール・パズル（ISBN 4334004873）
- 頭の体操 第12集 脳ミソ耐久ラリーへ、ようこそ（ISBN 4334004970）
- 頭の体操 第13集 開催!パズル・オリンピック（ISBN 4334005101）
- 頭の体操 第14集 世界の不思議を探険しよう（ISBN 4334005241）
- 頭の体操 第15集 挑戦!頭のワールドカップ（ISBN 4334005381）
- 頭の体操 第16集 めざせ!超発想の鉄人（ISBN 4334005527）
- 頭の体操 第17集 スペシャル 謎の館への招待状（ISBN 4334005608）
- 頭の体操 第18集 迷宮心理篇 名探偵に挑戦しよう（ISBN 4334005713）
- 頭の体操 第19集 頭脳改造篇 魔宮からの脱出（ISBN 4334005934）
- 頭の体操 第20集 真夏の夜の夢篇（ISBN 4334006337）
- 頭の体操 第21集 史上最大!魅惑のマジックパズル（ISBN 433400654X）
- 頭の体操 第22集 電脳空間7つの発想（ISBN 4334006833）
- 頭の体操 第23集 永遠の謎（ISBN 4334007163）

以下は正規シリーズから精選された問題が収録されている。
- 頭の体操 四谷大塚ベストセレクション 脳内宇宙開発プロジェクト発進!（ISBN 4334007597） - 学習塾四谷大塚とのコラボレーションによるもので、中学校入試問題を意識した出題がされている。
- 頭の体操BEST （ISBN 9784334975852） - 正規シリーズより厳選した問題が100問出題されている。
- 頭の体操BEST 2 （ISBN 9784334976378） - 100問を厳選したベスト版第2弾。

## 本シリーズが与えた影響
本シリーズがベストセラーになったことにより、「頭の体操」という言葉自体がクイズやパズル、思考力トレーニングの代名詞として日本では広く定着している。また本シリーズより『IQエンジン』、『マジカル頭脳パワー!!』、『脳内エステ IQサプリ』、『レイトン教授シリーズ』など数々の問題が出題され、多湖が監修者などとして名を連ねているものもある。またニッポン放送ではこれを原作・原案としたラジオのミニ番組「多湖輝のラジオ頭の体操」が全国ネットで放映され、多湖本人が出題していた（1998年9月まで）。
さらにタイトルに「頭の体操」を冠した書籍は本シリーズ以外にも出版され、その中には『五〇歳からの頭の体操』（角川書店）、『多湖輝の頭のたいそう・小学生版』（学研教育出版）など多湖の手によるものもある。

## ニンテンドーDS版
『多湖輝の頭の体操』（たごあきらのあたまのたいそう）は2009年に発売されたニンテンドーDS用ソフト。発売元はレベルファイブ。
書籍版の問題1500問以上をソフト4本に分けての再録で、第1集・第2集は6月18日に、第3集・第4集は10月8日に発売された。